# Moonshield
"Moonshield" je pjesma melodic death metal sastava In Flames s njihova trećeg albuma The Jester Race. 
Napisao ju je Jesper Strömblad, i izvode ju Anders Fridén na vokalima, Jesper Strömblad i Glenn Ljungström na gitarama, Björn Gelotte na bubnjevima i Johann Larsson na bas-gitari.
Instrumentalna verzija "Moonshield" se moze naći na albumu Trigger